# RABe 512
La RABe 512 est une rame automotrice à deux niveaux construite entre 2021 et fin 2026 par Stadler Rail sur le modèle du Stadler KISS, dans ses ateliers de Bussnang dans le canton de Thurgovie dans le nord-est de la Suisse. Elle est exploitée par les Chemins de fer fédéraux suisses (CFF). Ces nouvelles rames RABe 512 ont été présentées en gare centrale de Zürich, le vendredi 7 juillet 2023,.

## Parc
Cette série est la déclinaison "longue distance" à six voitures, de la série RABe 511 et pour un montant de 1,3 milliard de francs suisses correspondant à la levée d'option. Les CFF renforcent une flotte avec un type de véhicule déjà éprouvé et l'associent aux avantages des trains les plus récents. Ce n'est donc pas une rupture, mais une évolution, avec des progrès du point de vue des aménagements intérieurs : WC, sièges (466 places assises), éclairage, espaces dédiés notamment aux personnes à mobilité réduite, vélos, poussettes et bagages.

## Données techniques
Par rapport aux rames RABe 511, cette nouvelle série répond au STI en vigueur. Elle est plus longue, 151,88 au lieu de 150 mètres, plus lourde, 305 tonnes contre 297 tonnes, avec de nouveaux bogies plus légers. La chaîne de traction est identique, mais avec de nouveaux moteurs. Elle est équipée d'origine de l'ETCS Stadler Base line 3 Guardia.

## Desserte
Les trains circulent dans la région de Zürich, sur le Plateau suisse et en Suisse Romande. Les premiers trains ont commencé à circuler dès le lundi 17 juillet 2023 sur la ligne RE48 entre Zürich HB et Schaffhouse, puis dès le mois de décembre 2023 sur d'autres lignes du réseau CFF. Toutefois, les premiers trains desserviront la Suisse Romande à partir de décembre 2025. 

### Dès 2024
- IR 35 Berne - Zürich HB - Coire
- IR 36 Bâle - Brugg - Zürich-Aéroport
- IR 37 Bâle - Zürich HB - Aarau - Bâle CFF
- RE 48 Zürich HB - Schaffhouse

### Dès 2025
- RE 24 Olten - Lucerne
- IR 36 Bâle - Brugg - Zürich-Aéroport
- IR 37 Bâle - Aarau - Zürich HB

### Dès 2026
- IR 70 / IR 13 Lucerne - Zürich HB - St-Gall - Sargans
- IR 55 Zürich HB - Bienne/Biel
- RE 33 Annemasse (F) - Genève - Lausanne - Martigny
- RER Vaud R1 / R2 Grandson - Lausanne -  Cully
- RE 37 Zürich HB - Aarau

### Dès 2027
- IR 75 Constance - Zürich HB - Lucerne
- IR 79 Annemasse (F) - Zürich HB - Konstanz